# Битка код Чалдирана
Битка код Чалдирана вођена је 23. августа 1514. године између сафавидске војске Исмаила I са једне и османске војске Селима I са друге стране. Део је Турско-персијских ратова, а завршена је убедљивом турском победом.

## Увод
Године 1501. Исмаил I, дервиш из Ардабила, осваја Тебар, највећи град у Персији. Тиме је обновио персијску државу и основао нову династију - Сафавиде. Тиме је створена велика шиитска држава. Исмаил је убрзо овладао територијама на југу и истоку које су биле под влашћу малих и сиромашних кнежевина. Међутим, на западу су наследници великог османског султана Османа I Гази ширили турску власт све даље у Анадолију. Године 1510. Исмаил се сукобио са монголским каном Узбеком и нанео му одлучујући пораз. Тиме је покорио све главне иранске покрајине што је био изузетан успех за тако мало времена.
Исмаил је на западу имао противника који му је био раван. Године 1512. на османски престо долази Селим I. Селим је био један од највећих турских султана. Свога оца Бајазита II приморао је да се повуче са престола након чега је своју браћу победио и побио. Реорганизацијом елитних турских трупа, јаничара, успео је да утростручи њихов број. Тиме је постао велика претња по Исмаила. Турски војници су и онако већ били опремљени бољим наоружањем, пре свега мускетом. Персијски ратници-дервиши углавном су се морали задовољити копљем, луком и стрелом.

## Положаји
Селим је покренуо поход на Персију. Његови јаничари убијали су не само Персијанце, већ и Турке шиите. Број побијених био је већи од 40.000. Заштитник шиита, Исмаил I, морао је нешто предузети. Своје ратнике-дервише покренуо је против "непријатеља религије". Непријатељске војске сукобиле су се у августу 1514. године. Позорница овог догађаја била је висораван Чалдиран која се налазила на дан јахања од Тебра. Колоне османских јахача кренули су преко брда, за њима је ишла пешадија, затим гломазни топови које су вукле мазге. У равници их је чекао шах Исмаил са својим ратницима наоружаним само копљима. Сам Исмаил изабрао је место битке сматрајући да ће тактиком спаљене земље исцрпити противника.
Персијанци нису имали тачне информације о ватреном оружју. Познавали су их само по чувењу и тим информацијама нису придавали значаја.

## Битка
Битка је отпочела ујутро 23. августа. Брзо је била решена. Тринаест хиљада османских војника клекли су у строју, испалили своје пушке и док су их поново пунили, загрмели су топови. Затим се у топовској паузи поново пуцало мускетама. Шиитски ратници-дервиши, суочени са до тада непознатим оружјем, дали су се у паничан бег. Хроничари процењују да је број погинулих Персијанаца био око 20.000. Шах Исмаил је такође побегао. Следећег јутра стигао је у Тебар одакле се дао у бег ка истоку. Селим је окупирао град и настанио се у шаховој палати. Турски војници су се, исцрпљени дуготрајним ратовањем, побунили и приморали Селима да се врати у Турску. Исмаилов престо био је спасен.

## Последице
Битка код Чалдирана имала је последице од светско-историјског значаја. Након 1514. године Османлије су током 400 година биле сила-заштитница свих сунитских земаља док је утицај шиита ограничен на Персију и области под њеном контролом (делови Ирака, Авганистана и индијског простора). У другим муслиманским деловима, као што су Арабијско полуострво, Сирија и Либан, шиити су били мањина и присутни као секта. Бројчани однос остварен 1514. године остао је непромењен све до данас.
Персијски шиити нису могли заборавити пораз код Чалдирана. Битка је довела до непремостивог јаза између сунизма и шиизма. Од 1514. године обавеза сваког шиите била је да петком проклиње Омара, другог муслиманског калифа који је, према уверењу шиита, спречио Алију у законитом праву наслеђа.